# The Animals
A The Animals az 1960-as években alakult angol együttes volt, mely a brit invázió idején az USA-ban is népszerűvé vált. Ismertségüket nyers, bluesos hangzásuknak és énekesüknek, a jellegzetes, mély hangú Eric Burdonnek köszönhetik. Legnépszerűbb daluk a House of the Rising Sun, mely kiváló példája az Animals keményebb, rockos dalainak. Az együttes számos tagcserén ment keresztül, feloszlása előtt pedig a pszichedelikus rock terén is maradandót alkotott.

## Az együttes története

### Az első Animals (1962-1966)
A zenekar Newcastle upon Tyne-ban alakult, az eredeti felállás a következő volt: Eric Burdon (ének), Alan Price (orgona és billentyűsök), Hilton Valentine (gitár), John Steel (dob) és Bryan "Chas" Chandler (basszusgitár).
1964 júniusában jelent meg a House of the Rising Sun című számuk, mellyel a tengerentúlon is sikert arattak.
1964 novemberében először léptek fel a The Ed Sullivan Show-ban.

### Eric Burdon and the New Animals (1966-1969)
1966 decemberében az együttes Burdon, Jenkins, John Weider (gitár, hegedű, basszusgitár), Vic Briggs (gitár, zongora) és Danny McCulloch (basszusgitár) tagokkal Eric Burdon and the Animals (néha Eric Burdon and the New Animals) név alatt működött tovább, ekkortól pszichedelikus zenét játszottak.

## Diszkográfia
- The Animals (1964)
- The Animals on Tour (1965)
- Animal Tracks (1965)
- Animalisms (1966, Nagy-Britannia) / Animalization (1966, USA)
- Animalism (1966)
- Eric Is Here (1967; Eric Burdon & The Animals)
- Winds of Change (1967; Eric Burdon & The Animals)
- The Twain Shall Meet (1968; Eric Burdon & The Animals)
- Every One of Us (1968; Eric Burdon & The Animals)
- Love Is (1968; Eric Burdon & The Animals)
- Before We Were So Rudely Interrupted (1977)
- Ark (1983)